# Palais des sports de Kintélé
 (avril 2025).
Si vous disposez d'ouvrages ou d'articles de référence ou si vous connaissez des sites web de qualité traitant du thème abordé ici, merci de compléter l'article en donnant les références utiles à sa vérifiabilité et en les liant à la section « Notes et références ».
Pour les articles homonymes, voir Palais des sports.
Le palais des sports de Kintélé est l'une des infrastructures de 10 134 spectateurs construites dans le complexe sportif de la Concorde de Kintélé dans le cadre des Jeux africains de 2015 qui eurent lieu à Brazzaville.
Il a été utilisé pour les sports comme le handball, le basketball, le karaté, le judo, etc.